# Contos da Chuva e da Lua

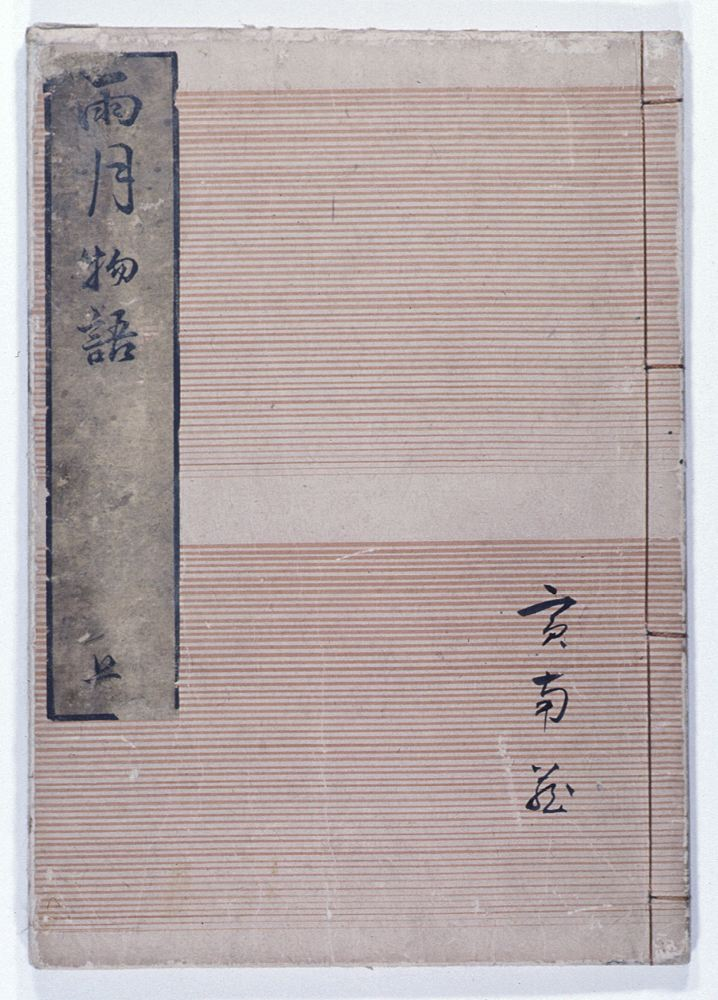
Contos da Chuva e da Lua

Contos da Chuva e da Lua (雨月物語 Ugetsumonogatari) é um livro do escritor japonês Ueda Akinari (1734 - 1809) formado de nove pequenas histórias de teor fantástico e publicado em 1776. O contos são ditos como "moralistas" por causa de seu caráter educativo, no sentido de conduzir o homem na direção dos valores morais. Eles são divididos em cinco tomos sendo que o quarto tomo contém apenas um conto, o mais longo do livro. Os textos se passam no Japão no período contemporâneo ao autor e também em épocas mais antigas, possuindo várias referências a personagens e acontecimentos históricos da China e Japão, e repletos da mitologia japonesa e das filosofias budista, confucionista e xintoísta.

## Tomos
Primeiro tomo:
Shiramine ("Shiramine");
Pacto do crisântemo ("Kikukano chigiri")
Segundo tomo:
Morada das sarças ("Asajiga Yado");
As carpas do sonho ("Muôno rigyo")
Terceiro tomo:
Buppôsô ("Buppôsô);
O caldeirão de Kibitsu ("Kibitsuno kama")
Quarto tomo:
A volúpia da serpente ("Jaseino in")
Quinto tomo:
O capelo índigo ("Aozukin");
O espírito do dinheiro ("Hinfukuron")